# Canela (Chile)
Canela ist eine Kleinstadt in der Mitte des südamerikanischen Anden-Staates Chile, sie liegt in der IV. Region Coquimbo und hat ca. 9400 Einwohner.
Sie liegt auf 610 m Höhe nördlich der Stadt Los Vilos in der Provinz Choapa.

## Persönlichkeiten
- José del Carmen Valle Gallardo (1908–2000), Geistlicher